# Paul de Leeuw
Paul Henri de Leeuw (ur. 26 marca 1962 w Rotterdamie) – holenderski piosenkarz, aktor i satyryk, jeden z najpopularniejszych holenderskich muzyków lat 90.
Dużą popularność w Holandii zdobył na przełomie lat 80. i 90. dzięki występom w satyrycznych programach telewizyjnych produkowanych przez kompanię VARA. Głośnym stał się jego konflikt z koncernem RTL, z którego żartował zapowiadając powstanie nowego kanału: "RTL 6" (nawiązanie do nowo powstałego holenderskiego kanału RTL 5). Dużą popularność zdobył również jako piosenkarz: jego największe przeboje docierały do czołowych miejsc na holenderskich listach przebojów: Ik wil niet dat je liegt / Waarheen, waarvoor do pierwszego, Vlieg met me mee do drugiego, k Heb je lief do trzeciego. Mijn Houten Hart (wydany w 2006 roku) jednak nie był jednak notowany przebojów. Do dziś De Leeuw znajduje się w czołówce listy artystów, którzy sprzedali najwięcej albumów w historii Holandii. Obecnie prowadzi swój własny program w telewizji Mooi! Weer de Leeuw (Ładnie! Znów De Leeuw) (lub Mooi Weer! De Leeuw (Ładna pogoda! De Leeuw)) latem.
O de Leeuwie zrobiło się głośno w Europie podczas odbywającego się w Atenach finału Konkursu Piosenki Eurowizji 2006. Piosenkarz, któremu powierzono prezentację wyników głosowania telewidzów w Holandii, wywołał skandal, wygłaszając niedwuznaczne uwagi pod adresem prowadzącego imprezę greckiego gwiazdora Sakisa Rouvasa. Widzowie w całej Europie, dzięki łączeniu na żywo, mogli usłyszeć m.in. jak de Leeuw zwraca się do Rouvasa słowami kalisperma (celowe przeinaczenie zwrotu kalispera w języku greckim oznaczającego dobry wieczór) oraz porównuje go do robionego z ogórków i śmietany sosu cacyki. Do prowadzących Rouvasa i Marii Menuos powiedział, że wyglądają jak Will & Grace (para z telewizji w której jedna osoba jest homoseksualna a druga heteroseksualna). De Leeuw podał także Rouvasowi swój numer telefonu – chwilę wcześniej Grek zasugerował, iż brzmi on 69 69 69, nawiązując ten sposób do popularnej pozycji seksualnej.
Postawa Holendra spotkała się z ostrą krytyką w niektórych krajach Europy, część prezenterów telewizyjnych nie przetłumaczyła dwuznacznych elementów rozmowy, ograniczając się do podania wyników. Mimo to występ spotkał się z wielkim entuzjazmem wśród widzów, czego efektem było ponowne powierzenie de Leeuwowi funkcji komentatora w 2007 roku. Wtedy jednak, prawdopodobnie ze względu na wielką ilość krytyki pod jego adresem, nie zdecydował się powtórzyć zachowania sprzed roku.
W 2007 został odznaczony najwyższym holenderskim odznaczeniem – Orderem Lwa Niderlandzkiego.
Jest gejem, od lat żyje w związku partnerskim. Wspólnie ze swoim partnerem, Stephanem Nugerem, wychowuje dwójkę adoptowanych dzieci.

## Dyskografia
- Voor u majesteit (Dla Ciebie, Wasza Królewska Mość) (1991)
- Van u wil ik zingen (Dla Pana/Pani chcę śpiewać)(1992)
- Plugged (1993)
- ParaCDmol (1994)
- In heel Europa was er niemand zoals jij (W całej Europie nikogo nie było jak ty) (1995)
- Filmpje (Filmik) (1996)
- Encore (1996)
- Lief (Grzeczny) (1997)
- Stille liedjes (Ciche piosenki) (1999)
- Kerstkransje (2001)
- Zingen terwijl u wacht (Śpiewanie w czasie czekania) (2001)
- Metropaul (2004)
- Duizel mij (Daj mi zawrót głowy) (2005)
- Mooi! Weer Een CD (Ładnie! Znów CD) (2006)